# Kisremete (Románia)
Kisremete (Remecioara), település Romániában, a Partiumban, Máramaros megyében.

## Fekvése
Kővárremete mellett fekvő település.

## Története
Kisremete (Remecioara) korábban Kővárremete része volt.
1910-ben 237 lakosából 228 román, 6 magyar volt. 1956-ban 198 lakosa volt. A 2002. évi népszámláláskor 260 lakosából 258 román, 1 magyar volt.

## Nevezetesség
- 1850-ben épült ortodox fatemplom[1]